# DEVIL BLESS YOU! 〜聖飢魔II FINAL WORKS〜
『DEVIL BLESS YOU! 〜聖飢魔II FINAL WORKS〜』（デヴィル・ブレス・ユー せいきまつ ファイナル・ワークス）は、D.C.2年（2000年）11月22日に発布された、聖飢魔IIの第19教典でベスト・アルバムとしては4枚目となる大教典。

## 概要
単なるコンピレーションではなく、極悪集大成盤と位置づけられており、大教典未収録曲や未発表テイクを多く含む。既発曲については魔暦紀元前3年以降の音源から選曲された。デーモン小暮閣下は本作について「マニアのための集大成盤であると言えるだろう」と後に語っている。
初回限定盤に付属の紙製ハードカバーとディスクレーベル面に使用されている色から、『1999 BLACK LIST』は銀盤、『1999 BLOOD LIST』は金盤と呼ばれるのに倣い、本作は銅盤と呼ばれる。

## 収録曲
1. G.G.G.（ゲゲゲの鬼太郎のテーマ）
  - 作詞：水木しげる、作曲：いずみたく、編曲：聖飢魔II、松崎雄一

曲間のコール&レスポンスは、D.C.1年（1999年）に行われた「信者の集い」の際に収録されたもの。
2. 空の雫
  - 作詞：デーモン小暮、ジョー・リノイエ、作曲：Sgt. ルーク篁III世、ジョー・リノイエ、編曲：聖飢魔II、ジョー・リノイエ、鈴川真樹
3. 悪魔のメリークリスマス（完結編）
  - 作詞：デーモン小暮、作曲：Sgt. ルーク篁III世、編曲：聖飢魔II、松崎雄一
4. HEAVY METAL IS DEAD (MIX β)
  - 作詞・作曲：デーモン小暮、編曲：聖飢魔II、松崎雄一
5. NO GOOD NEWS TODAY
  - 作詞：デーモン小暮、Sgt. ルーク篁III世、作曲：Sgt. ルーク篁III世、編曲：聖飢魔II、松崎雄一
6. 20世紀狂詩曲（小教典VER.）
  - 作詞：Sgt. ルーク篁III世、デーモン小暮、作曲：Sgt. ルーク篁III世、編曲：聖飢魔II、松崎雄一
7. 虚空の迷宮 (type γ)
  - 作詞：デーモン小暮、作曲：エース清水、編曲：聖飢魔II、松崎雄一
8. ARCADIA (type β)
  - 作詞：デーモン小暮、作曲：ライデン湯沢、編曲：聖飢魔II、ジョー・リノイエ、鈴川真樹
9. 悪魔のブルース (DEMON VER.)
  - 作詞・作曲：ジェイル大橋、編曲：聖飢魔II、松崎雄一
10. 戦慄のドナドナ (type β)
  - 作詞：デーモン小暮、作曲：Sgt. ルーク篁III世、編曲：聖飢魔II、松崎雄一
11. 野獣（小教典VER.）
  - 作詞・作曲：ダミアン浜田、編曲：聖飢魔II、松崎雄一
12. 地獄の皇太子は二度死ぬ (type β)
  - 作詞：デーモン小暮、作曲：Sgt. ルーク篁III世、編曲：聖飢魔II、松崎雄一
13. TIME STALKER
  - 作詞：デーモン小暮、作曲：エース清水、編曲：聖飢魔II、ジョー・リノイエ、鈴川真樹
14. DEPARTURE TIME
  - 作詞：デーモン小暮、作曲：Sgt. ルーク篁III世、編曲：聖飢魔II、松崎雄一

- 大教典初収録曲 - M1, M3, M8, M13
- 過去の大教典とのTAKE違い - M4, M6, M7, M9 - M12
- 全曲REMASTERED

## 演奏者（ブックレット上の表記に準ずる）
- DEMON KOGURE - VOCALS, [!] CREATE, ATTACK
- ACE SHIMIZU - GUITARS, CHORUS
- Sgt. LUKE TAKAMURA III - GUITARS, CHORUS (EXCEPT M2, M6, M13)
- XENON ISHIKAWA - BASS, CHORUS (EXCEPT M13)
- RAIDEN YUZAWA - DRUMS, CHORUS
- KAIJIN MATSUZAKISAMA - KEYBOARDS, SYNTHESIZER PROGRAMMING, CHORUS, CO-PRODUCE (M1, M3-M7, M9-12, M14)
- JOE RINOIE・MASAKI SUZUKAWA・HARRIE HOSOTANI - KEYBOARDS, SYNTHESIZER PROGRAMMING, CHORUS, CO-PRODUCE (M2, M8, M13)
- THE SHINJA ALL STARS, GATHERED AT THE SHINJA-NO-TSUDOI-D.C.1 - ADDITIONAL CHORUS(M1)